# بيل جي. ديوكس
بيل جي. ديوكس هو سياسي أمريكي، ولد في 26 فبراير 1927، وتوفي في 18 ديسمبر 2014 بسبب مرض باركنسون. انتخب عضو مجلس نواب ألاباما ‏.